# Emerald Dream
「Emerald Dream」（エメラルド・ドリーム）は、辛島美登里のシングル。1990年5月23日発売。発売元はファンハウス。

## 解説
- リミックス違いがベスト・アルバム『Zinc White』に収録されている。
- 初の映像作品として同タイトルのVSDが1990年9月21日に発売(現在廃盤)、CLIP集[1]にも収録されている。

## トラック
1. Emerald Dream （4分26秒） 
作詞・作曲: 辛島美登里、編曲:久米大作、コーラス・アレンジ:木戸泰弘
2. あなたにかえれない （4分39秒）
作詞・作曲: 辛島美登里、編曲:若草恵

## 関連作品
- Good Afternoon
- Zinc White
- SINGLES
- GOLDEN☆BEST 辛島美登里

## 参加ミュージシャン
- Jun Aoyama:Drums
- Hitoshi Watanabe:Electric Bass
- Makoto Matsushita:Electric Guitar
- Ken Shima:keyboard
- Daisuke Kume:keyboard
- Shin Kazuhara:Fluegel Horn
- Yasuhiro Kido:Chorus
- Kiyoshi Hiyama:Chorus
- If:Chorus